# نارناتوماب
نارناتوماب هو جسم مضاد وحيد النسيلة بشري مصمم لعلاج السرطان تطوره إمكلون (ImClone Systems).